# جاك دوان
جاك دوان (بالإنجليزية: Jack Dwan)‏ مواليد 03 مايو 1921 - الوفاة 04 أغسطس 1993، كان لاعب كرة سلة أمريكي. بدأ مسيرته الاحترافية في سنة 1947. حمل الرقم 19. بلغ طوله 6 قدم 4 بوصة (1.9 م). لعب مع لوس أنجلوس ليكرز في الرابطة الوطنية لكرة السلة. اعتزل اللعب في 1949.

## روابط خارجية
- جاك دوان على موقع إن بي أي (الإنجليزية)
- جاك دوان على موقع سبورتس رفرنس (الإنجليزية)
- جاك دوان على موقع ريلجم (الإنجليزية)
- جاك دوان على موقع بروبوليرز (الإنجليزية)
- جاك دوان على موقع سبورتس رفرنس (الإنجليزية)